# سیارک ۶۹۸۴
سیارک ۶۹۸۴ (به انگلیسی: 6984 Lewiscarroll، نامگذاری:1994AO) شش هزار و نهصد و هشتاد و چهارمین سیارک کشف شده‌است که در ۴ ژانویه ۱۹۹۴ کشف شد.
قدر مطلق سیارک برابر ۱۰٫۸۰ است.